# 莎菲耶·艾希洛
莎菲耶·艾希洛（阿拉伯语：صافية الحلو，1990年12月16日—）是一名蘇丹裔美籍詩人，以文字和口語詩作而知名。艾希洛在紐約大學的迦勒汀個人學習學院取得學士學位，並在新學院取得詩作藝術創作碩士學位。艾希洛在世界各地演出，作品獲多項代表性詩獎， 並曾與多位知名詩人如索妮雅·桑切斯同臺。她也曾任教於以詩作教學及培育為主的非營利組織：裂石。

## 早期生涯
1990年12月16日，艾希洛在馬里蘭州的洛克威爾出生。父母是蘇丹人。

## 事業生涯
她的作品刊登在多部出版刊物中，包括《詩歌》（Poetry）、《蔬菜濃湯》（Callaloo）和美國詩人學會的一日一詩系列， 也出現在包括《碎拍詩：嘻哈時代的新美國詩歌》（The BreakBeat Poets: New American Poetry in the Age of Hip-Hop）以及《反抗的女性：為新女性主義寫的詩》（Women of Resistance: Poems for a New Feminism）等選集中。
艾希洛在許多平台分享她的作品，像是TEDxNewYork、 安德瑪的不可比妳（Unlike Any）活動、 南非國家劇院、百老匯新阿姆斯特丹劇院，還有TV1的Verses & Flow節目。

## 獲獎紀錄
艾希洛曾獲手推車獎（Pushcart Prize）提名，並於2016年獲得手推車獎而受到公開表揚。 她也是2015年布魯內爾大學非洲詩作獎的得主，2016年席勒曼非洲詩人第一本書獎（Sillerman First Book Prize for African Poets）得主，並曾獲選進駐小心惡犬基金會（Cave Canem）、對話網站（The Conversation）、 萊德農場空間（SPACE on Ryder Farm）等計畫。她的詩集《一月生的孩子》（The January Children） 贏得2018年阿拉伯裔美國作家圖書獎及喬治·艾倫博根詩獎（George Ellenbogen Poetry Award）， 是首位獲得喬治·艾倫博根詩獎的蘇丹裔美籍作家。 她亦名列2018年富比士公佈的非洲30歲以下30名創意領域傑出人士名單。 2018年艾希洛收到詩學基金會的露絲·莉莉（Ruth Lilly）及桃樂絲·薩金特·羅森堡（Dorothy Sargent Rosenberg）所頒發的獎助金

## 作品
詩集
- 《一月生的孩子》（The January Children，內布拉斯加大學出版社，2017）

小書
- 《ars poetica》（MIEL，2016年）
- 《a suite for ol' dirty》（MIEL，2016年）
- 《Asmarani》（Akashic Books，2016）
- 《蘇西‧納克爾斯的生平與時代》（Well & Often Press，2012年）

主題
在其作品《一月生的孩子》中，艾希洛著重在移民和民族的脈絡下，探討歸屬和認同的主題。 在其他作品中她也探討愛和愛的缺席，以及從人類潛行的天性乃至人類未能滿足的慾望等主題。

## 外部連結
- 莎菲耶·艾希洛的官方網站 （页面存档备份，存于）
- 〈作家莎菲耶·艾希洛談論演講、靈感，以及身份認同的異質性〉 （页面存档备份，存于），非洲研究委員會，耶魯大學麥克米蘭中心，2017年11月13日
- Poets.org 個人檔案 （页面存档备份，存于）